# Фуке де Бель-Иль, Шарль-Луи-Огюст
Шарль-Луи-Огюст Фуке, герцог де Бель-Иль (фр. Charles-Louis-Auguste Fouquet, duc de Belle-Isle; 22 сентября 1684, Вильфранш-де-Руэрг — 26 января 1761, Версаль) — герцог де Бель-Иль, полководец, маршал Франции (11 февраля 1741 года), военный министр Франции, внук интенданта финансового ведомства Николя Фуке. В литературе также известен как маршал Бель-Иль.

## Биография
Участвовал в войне за Испанское наследство, отличился при осаде Лилля в 1708 году. Находился с маршалом Вилларом в Раштатте для заключения мира.
Служа под начальством маршала Бервика, он в 1734 году взял Трир и Трарбах и с отличием участвовал в осаде Филиппсбурга. Заключением в 1735 году мира и приобретением Лотарингии Франция была обязана преимущественно Бель-Илю. Кардинал Флери питал к нему полное доверие; Людовик XV вверил ему управление Мецем и тремя лотарингскими епархиями, которое он сохранил до своей смерти.
В войне за Австрийское наследство Бель-Иль отличился как дипломат и полководец.  26 ноября 1741 года он взял штурмом Прагу. В январе 1742 года он в качестве уполномоченного Франции присутствовал во Франкфурте при короновании Карла-Альберта Баварского. Неудачи, постигшие французское войско, снова вызвали его в Богемию. Покинутый пруссаками и саксонцами, Бель-Иль вместе с герцогом Брольи был атакован всеми австрийскими силами, укрылся в Прагу, а оттуда в декабре 1742 года совершил своё изумительное отступление к Эгеру посреди неприятельских войск. 
В 1746 году в звании главнокомандующего французской армией в войне против Италии он с успехом защищал французскую границу против австрийцев и короля Сардинии, за что был возведен королём в звание герцога и пэра.
В 1758 году Бель-Иль был поставлен во главе военного управления и оставался в этой должности до конца жизни.
Герцог также известен строительством в 1732-1752 здания Мецского оперного театра.